# Free Cinema
Free Cinema (z ang. "wolne kino") - ruch w brytyjskim filmie dokumentalnym w latach 50. XX wieku. Po raz pierwszy tego pojęcia użył Alan Cooke w 1951 roku na łamach "Sequence".
Według założeń "Free Cinema" dokument miał wychodzić naprzeciw rzeczywistości i rejestrować wydarzenia rozgrywające się przed kamerą.
Do najważniejszych filmów tego ruchu zalicza się następujące dzieła: Mama nie pozwala Karela Reisza i Tony'ego Richardsona, We Are the Lamberth Boys Reisza, Wakefield Express, Kraina marzeń, Czwartkowe dzieci, Hale targowe w Londynie Andersona oraz Czas na rozrywkę Claude'a Goretty i Alaina Tannera.